# Salles-d’Armagnac
Salles-d’Armagnac  ist eine französische Gemeinde mit 123 Einwohnern (Stand: 1. Januar 2022) im Département Gers in der Region Okzitanien. Sie gehört zum Kanton Grand-Bas-Armagnac und zum Arrondissement Condom. 
Sie grenzt im Westen und im Nordwesten an Panjas, im Norden an Lias-d’Armagnac (Berührungspunkt), im Nordosten an Bourrouillan, im Osten und im Südosten an Sainte-Christie-d’Armagnac und im Südwesten an Caupenne-d’Armagnac. 

## Bevölkerungsentwicklung
| Jahr                       | 1962 | 1968 | 1975 | 1982 | 1990 | 1999 | 2008 | 2017 |
| -------------------------- | ---- | ---- | ---- | ---- | ---- | ---- | ---- | ---- |
| Einwohner                  | 149  | 114  | 116  | 101  | 111  | 104  | 119  | 131  |
| Quellen: Cassini und INSEE |      |      |      |      |      |      |      |      |